# Gastroxya
Gastroxya es un género de arañas araneomorfas de la familia Araneidae. Se encuentra en el África subsahariana.

## Lista de especies
Según The World Spider Catalog 12.0:
- Gastroxya benoiti Emerit, 1973
- Gastroxya krausi Benoit, 1962
- Gastroxya leleupi Benoit, 1962
- Gastroxya schoutedeni Benoit, 1962